# 459 (tal)
459 är det naturliga talet som följer 458 och som följs av 460.

## Inom vetenskapen
- 459 Signe, en asteroid.

## Inom matematiken
- 459 är ett udda tal.
- 459 är ett sammansatt tal.